# Hikaru Yamamoto
Hikaru Yamamoto (山本 ひかる, Yamamoto Hikaru) , 28 de fevereiro de 1991) é uma atriz japonesa da província de Osaka . Depois de ganhar o Amuse Ohimesama Audition, ela foi contratada pela agência de talentos Amuse, Inc .. Ela estrelou como protagonista feminina em Kamen Rider W em 2009-2010. 

## Filmografia

### Filmes
| Ano  | Título original                                                     | Título em português | Papel           | Observações |
| 2008 | Utatama                                                             |                     | Sakurako Yamada |             |
| 2009 | Kamen Rider × Kamen Rider W & Decade: Movie War 2010                |                     | Akiko Narumi    |             |
| 2009 | My Rainy Days                                                       |                     | Tomoko          |             |
| 2009 | Elite Yankee Saburo                                                 |                     | Haruna          |             |
| 2010 | Kamen Rider W Forever: A to Z/The Gaia Memories of Fate             |                     | Akiko Narumi    |             |
| 2010 | Kamen Rider x Kamen Rider 000 and W Featuring Skull: Movie War Core |                     | Akiko Narumi    |             |
| 2011 | Kamen Rider W Returns                                               |                     | Akiko Narumi    |             |

### Televisão
| Ano  | Título original          | Título em português | Papel        | Observações |
| 2007 | Watashitachi no Kyokasho |                     | Chiharu Nobe | Fuji TV     |
| 2011 | Muscle Girl              |                     | Tsukasa Sudo | TBS         |

### Tokusatsu
| Ano       | Título original | Título em português | Papel        | Observações |
| 2009-2010 | Kamen Rider W   |                     | Akiko Narumi | TV Asahi    |